# Bernard Lecache
Bernard Lecache, né le 16 août 1895 dans le 3e arrondissement de Paris et mort le 14 août 1968 à Cannes, est un journaliste français, fondateur en 1928 de la Ligue internationale contre l'antisémitisme (LICA), dont il reste président jusqu'à sa mort.
La LICA est devenue la Ligue internationale contre le racisme et l'antisémitisme (LICRA) en 1979.

## Biographie
Abraham Bernard Lecache est le fils de Joseph Lecache (né en 1861), tailleur, et de Moussi Jack (née en 1871), émigrés juifs venus d'Ukraine, alors province de l'Empire russe. La famille obtient la nationalité française en 1905.
Il fait ses études secondaires aux lycées Lavoisier et Louis-le-Grand, puis étudie à la Sorbonne.

### Débuts professionnels et militants
Après ses études, il devient secrétaire de l'avocat Henry Torrès, tout en collaborant au journal La Petite République, dont il est le chroniqueur théâtral. Pendant la guerre, il est mobilisé à partir de 1916 et réformé en 1918.
Après la guerre, il collabore au Journal du Peuple (Henri Fabre), favorable au régime issu de la révolution bolchévique en Russie (octobre 1917) et au Merle blanc (Eugène Merle). Il est proche de la mouvance des socialistes de gauche, comme Boris Souvarine. Il fréquente aussi la journaliste anarchiste Séverine (dont il épouse la petite-fille, Denise Montrobert, en 1923).
Le Parti communiste
En 1919-1920, il fait partie du Comité de la IIIe Internationale et, présent au congrès de Tours, adhère dès sa création à la Section française de l'internationale communiste (peu après rebaptisée Parti communiste). Il écrit dans les organes du Parti, en particulier L'Humanité pour qui il fait un reportage en Espagne en 1921, puis en Italie au moment de la Marche sur Rome en 1922.
Il fait partie d'abord du groupe des « souvariniens », avec Albert Treint, puis lors du congrès du Parti d'octobre 1922, se rallie au centre, dirigé par le secrétaire général, Ludovic-Oscar Frossard. Peu après, le IVe congrès de l'Internationale communiste décide d'interdire aux membres du PCF, l'appartenance à la franc-maçonnerie et, pour les journalistes, la collaboration à la presse « bourgeoise ». En décembre, Jules Humbert-Droz évince de L'Humanité « une bande de jeunes intellectuels sans liens avec la classe ouvrière » (outre Bernard Lecache, ce sont Georges Pioch, Victor Méric, Henry Torrès, etc.). La même année, il est exclu du Parti communiste.
Bernard Lecache se joint d'abord au Comité de résistance fondé par Pioch et Méric, puis rejoint la SFIO. Il travaille ensuite pour La Volonté, Le Quotidien, L'Œuvre, Marianne.
Il est aussi membre de la Ligue des droits de l'homme.

### L'affaire Schwartzbard et la Ligue contre les pogroms (1926-1928)
En mai 1926, le militant anarchiste Samuel Schwartzbard abat en plein Paris le nationaliste ukrainien Simon Petlioura, qu'il accusait de pogroms ayant décimé sa famille.
Alors collaborateur au journal, Bernard Lecache s'intéresse à l'affaire et demande à l'avocat socialiste Henry Torrès de prendre en charge la défense de l'assassin. Il est envoyé en Ukraine par Henri Dumay[réf. nécessaire] pour enquêter sur les agissements de Petlioura quand il était au pouvoir. Au bout de trois mois, les résultats de cette enquête, Quand Israël meurt, sont publiés dans Le Quotidien (février et mars 1927). Samuel Schwartzbard est triomphalement acquitté le 26 octobre 1927.
Son voyage en URSS a réactivé son intérêt pour ce pays ; en octobre 1927, il préside un meeting pour le dixième anniversaire de la révolution russe, adhérant l'année suivante à l'Association des amis de l'Union soviétique et contribuant à son journal L'Appel des Soviets.
En février 1928, il participe avec Henry Torrès et quelques autres[Qui ?] à la fondation de la Ligue internationale contre les pogroms. Il reçoit le soutien de nombreuses personnalités qui entrent au Comité d'honneur : Séverine, Anna de Noailles, Albert Einstein, Edmond Fleg, Maxime Gorki, Paul Langevin, Victor Basch et Henry Torrès. Un journal est créé en mai 1928 : Le Cri des peuples.

### À la tête de la LICA (1929-1968)
Personnellement, Bernard Lecache, qui est athée, a un point de vue universaliste : il est favorable à l'intégration des Juifs dans leurs pays respectifs et est sceptique à propos du projet sioniste de création d'un État juif ; il est initié à la franc-maçonnerie en 1937, au Grand Orient de France et il fonde avec des camarades de la LICA, initiés comme lui, la loge Abbé Grégoire à la Grande Loge De France[réf. nécessaire].
En 1929, il fait un voyage en Palestine et en tire le livre Porteurs de croix, où il critique la Grande-Bretagne (administrateur du mandat de la SDN), certains milieux musulmans (notamment le grand Mufti) ou chrétiens, mais aussi les sionistes.

#### Les années 1930
En 1929, la ligue devient Ligue internationale contre l'antisémitisme. Bernard Lecache en devient le président. Le journal Le Droit de vivre est créé en 1932.
Au départ, le rôle de la ligue est de dénoncer les exactions antisémites qui se produisent autour en Roumanie (1928), en Pologne (1932) ainsi qu'en Palestine (1929).
La question hitlérienne
À partir de 1933, un danger plus proche apparaît avec l'arrivée au pouvoir de Hitler en Allemagne (pendant qu'en France, a lieu une montée de l'extrême-droite et de l'antisémitisme).
En 1933, Bernard Lecache organise deux grands meetings antinazis : en avril, puis en septembre (avec le Comité d'aides aux victimes du fascisme allemand). Dès mars, il participe au Front commun contre le fascisme (avec Gaston Bergery et Paul Langevin), entrant dans le Comité politique et contribuant au journal La Flèche.
Après les événements du 6 février 1934, il soutient le Rassemblement populaire, puis le Front populaire. En 1936, il prône le boycott des Jeux olympiques de Berlin et de nouveau organise de grands meetings antiracistes (septembre 1936, septembre 1937, juillet 1938, novembre 1938). D'une façon générale, à l'époque des accords de Munich, il est considéré par les pacifistes, nombreux à gauche, comme un dangereux « belliciste » (point de vue exprimé publiquement par Félicien Challaye et Gaston Bergery, qui n'est plus sur la même ligne qu'en 1933). Mais la ligne de Bernard Lecache n'est pas acceptée non plus par tous les adhérents, ni même par tous les Juifs français.
En Allemagne, les nazis le considèrent comme un individu particulièrement nuisible et il est l'objet de dénonciations publiques dans les médias allemands (journaux et radios).
En 1939, la LICA compte 50 000 adhérents. Un succès est l'adoption des « décrets Marchandeau » (avril 1939) permettant d'incriminer l'incitation à la haine raciale.

#### La Seconde Guerre mondiale
En septembre 1939, il n'est pas soumis aux obligations militaires (ayant été réformé en 1918), mais se présente comme volontaire, ce qui est refusé. Il met alors la LICA au service de l'effort de guerre (soutien aux soldats). En juin 1940, la victoire allemande le met gravement en danger ; il part donc pour l'Algérie où il arrive le 7 juillet 1940 comme journaliste accrédité par L'Écho d'Alger.
Le 29 août 1940, Marianne publie son article « Rien n'est fini », dénonçant le régime établi par Pétain et Laval le 10 juillet. Il s'ensuit une suspension de trois mois du journal, et Bernard Lecache est assigné à résidence dans la localité de Theniet El Had à 170 km au sud d'Alger. En mai 1941, il est envoyé au camp d'internement de Bossuet en Oranie, puis à Djeniene Bourezg, enfin à Djelfa (mai 1942).
Il est déchu de sa nationalité française par décret du 27 mars 1942, et ne la recouvra qu'en 1949, par décret en date du 22 mars de la même année.
Il est libéré le 2 décembre 1942, trois semaines environ après le débarquement anglo-américain et la mise en place à Alger d'un Haut-commissariat de France pour l'Afrique du Nord sous l'autorité de l'amiral Darlan.
Il reprend ses activités de journaliste et de militant, créant en novembre 1943 les Cahiers antiracistes, puis il devient correspondant de guerre pour l'Agence Reuters, en Italie, puis dans le sud-est de la France après le débarquement de Provence (août 1944).
Après la libération de la France, la LICA est reconstituée en novembre 1944, mais une autre organisation, proche du Parti communiste, s'est formé dans la clandestinité, le Mouvement national contre le racisme.

#### L'après-guerre
Bernard Lecache fonde Le Clou et dirige un moment Le Journal du dimanche.
En 1946, la LICA et le MNCR se rassemblent dans l'Alliance antiraciste, mais dès décembre 1948, se produit une scission qui aboutit à la création du MRAP en 1949.
Durant les années 1950, la LICA fait campagne : pour le soutien à Israël (dans une perspective de rapprochement avec les Arabes) ; contre l'antisémitisme en URSS (procès des « blouses blanches ») et dans le reste du bloc de l'Est (procès Slansky) ; contre la ségrégation raciale aux États-Unis et en Afrique du Sud. Pendant la guerre d'Algérie, elle critique la politique suivie par le général de Gaulle à partir de 1959 mais approuve l'autodétermination en Algérie.
Elle combat aussi le négationnisme qui apparaît dès la fin des années 1940. En 1964, notamment, Bernard Lecache est assigné en justice par Paul Rassinier, pour l'avoir désigné comme « agent de l'Internationale nazie » dans Le Droit de vivre. Le procès, jugé en octobre 1964, déboute Rassinier.
Le dernier grand combat de Bernard Lecache est mené pendant et après la guerre des Six Jours, en faveur du droit à l'existence d'Israël.

## Publications
- Le Théâtre de demain, avec Guillot de Saix, préface d'Adolphe Brisson, Paris, Éditions de la France, 1915
- Jacob, Paris, Gallimard, 1925
- La Misère des professions libérales, enquête de Paris-Soir, 1926
- Au pays des pogromes : quand Israël meurt, Paris, Éditions du Progrès civique, 1927
- Les Porteurs de croix : Palestine 1929, Éditions des Portiques, 1930
- Séverine, Paris, Gallimard, 1930
- Contre l'antisémitisme et contre la guerre, avec Marcel Feder, Paris, Le Droit de vivre, 1932
- Les Ressuscités, Paris, Éditions du Carrefour, 1934
- La République est antiraciste, discours prononcé le 14 décembre 1944 à la réunion privée d'information du Comité central de la LICA, Ligue internationale contre le racisme et l'antisémitisme, Paris, 1945

#### Notices
- Nicole Racine, « Lecache Bernard », dans le Dictionnaire biographique du mouvement ouvrier français (le « Maitron »), 1914-1939, tome XXXIV, p. 48-50  (référence : Maitron)
- Emmanuel Debono, Notice « Lecache Bernard » sur le site de la LICRA (page « JKL »)

#### Ouvrages
- Emmanuel Debono (préf. Serge Berstein), Aux origines de l'antiracisme : la LICA, 1927-1940, Paris, CNRS Éditions, 2012, 501 p. (ISBN 978-2-271-07295-5, présentation en ligne).
- Emmanuel Debono, La Ligue internationale contre l'antisémitisme (1927-1940) La naissance d'un militantisme antiraciste, thèse de doctorat d'histoire, IEP de Paris, 2010 (dactylographié ; disponible : Université Paris 1-CHS ; Fondation des Sciences politiques).
- Emmanuel Debono, Militer contre l'antisémitisme en France dans les années 1930 : l'exemple de la Ligue internationale contre l'antisémitisme, 1927-1940, mémoire de DEA, IEP de Paris, 2000 (idem).
- Simon Epstein, Un paradoxe français : antiracistes dans la Collaboration, antisémites dans la Résistance, Paris, Albin Michel, coll. « Histoire », 2008, 622 p. (ISBN 978-2-226-17915-9, OCLC 876574235, présentation en ligne).